# 新加坡超级足球联赛
新加坡超級足球聯賽（英語：Singapore Premier League），是新加坡足球協會举办的男子职业足球聯賽，是新加坡最高等級的男子职业足球聯賽。目前冠名为友邦保险新加坡超級聯賽。
1996年4月14日，新加坡足球总会成立新加坡职业足球聯賽，2018年3月31日更名为新加坡超級足球聯賽。截至2025–26賽季有8队参与角逐，不实行升降級。排名前列的球队有资格参加亚足聯举办的洲际賽事。自聯賽1996年成立以来，共有7家俱乐部获得过冠军。勇士是新超聯賽最成功的俱乐部，共获得9次冠军，其次是新加坡新潟天鵝（6次）、淡濱尼流浪（5次）、獅城水手（3次）、芽籠國際（2次）、DPMM（2次）和伊圖瓦勒（1次）。

## 參賽球隊
2025–26年新加坡超級足球聯賽參賽隊伍共有 8 支。
| 中文名稱       | 英文名稱                       | 所在地區 | 上季成績 |
| -------------- | ------------------------------ | -------- | -------- |
| 獅城水手       | Lion City Sailors FC           | 碧山     | 第 1 位  |
| 淡濱尼流浪     | Tampines Rovers FC             | 淡濱尼   | 第 2 位  |
| 芽籠國際       | Geylang International FC       | 勿洛     | 第 3 位  |
| 馬里士他卡沙   | Balestier Khalsa FC            | 大巴窯   | 第 4 位  |
| 新加坡新潟天鵝 | Albirex Niigata Singapore F.C. | 裕廊東   | 第 6 位  |
| 後港聯         | Hougang United FC              | 後港     | 第 7 位  |
| 幼獅隊         | Young Lions                    | 加冷     | 第 8 位  |
| 丹戎巴葛       | Tanjong Pagar United FC        | 裕廊東   | 第 9 位  |

註：根據亞足聯規定，外國球隊及自己的國家青年隊不具有參加國際賽事資格，因此新潟天鵝乙隊（日本）、幼獅隊（新加坡21歲以下足球隊在聯賽的隊伍），不具備代表新加坡參加亞足聯冠軍精英聯賽或亞足聯冠軍聯賽二級聯賽的參賽資格。

## 歷史

### 筹备
自1921年起，新加坡足总代表队就开始参加马来西亚金杯賽，而新加坡队也是马来西亚金杯賽的传统强队之一，从1921年至1994年，新加坡赢得了24次马来西亚金杯。1994年賽季中，虽然新加坡队夺取了马来西亚半职业足球聯賽和马来西亚金杯的双料冠军，惟由于新加坡足球总会无法接受马来西亚各州足球协會对于1995年賽季的门票收入要求，另外因为新加坡足球协會强烈不同意马来西亚足球协會认为前者在打击打假球等贪污行为的力度不足够的观点，于是新加坡足球协會决定退出马来西亚举办的所有賽事。
在新聯賽成立前，新加坡只有半职业足球聯賽。很多在马来西亚球队效力的球员也同时在新加坡半职业足球聯賽中为新加坡球队作賽。当时最强的队伍芽籠國際队就同时有多名新加坡国脚和马来西亚球队的队员效力。在退出马来西亚賽事后，新加坡足总决定成立新加坡职业足球聯賽，由于职业聯賽成立需要一年的筹备时间，所以在1995年，新加坡足总代表队参加新加坡半职业足球聯賽，以便球员在無参加马来西亚球賽的这个过渡期内继续作賽，此做法一度让人诟病，因为足总代表队的实力太强，以至聯賽整体可观性大大的减低。所以在新聯賽成立后，足总代表队解散，球员分散到各新聯賽球队中。

### 首屆聯賽
1996年聯賽成立，聯賽开始的时候有八支队伍参加比賽，其中两队来自半职业的新加坡足总超級聯賽，分别是芽籠聯（更名自芽籠國際）和马里士他中央（更名自马里士他聯），其余六队来自业余聯賽新加坡全国足球聯賽，分别是警察、新加坡武装部队、淡滨尼流浪、中峇鲁聯、兀兰威灵顿（更名自威灵顿）和三巴旺流浪（合并自三巴旺体育俱乐部和直布罗陀新月）。
首届新聯賽实行两系列制，分别为虎牌啤酒系列（Tiger Beer Series）和先锋系列（Pioneer Series），两系列结束后，两个系列的冠军芽籠聯和新加坡武装部队在新加坡国家体育场进行总决賽，在30000名观众的见证下，芽籠聯2-1战胜武装部队赢得首届新聯賽冠军。

### 扩军时期
1997賽季，警察足球俱乐部更名为内政聯足球俱乐部，这意味着这支球队不仅仅代表新加坡警察部队，还代表了新加坡内政部的其他服务性武装力量，包括新加坡民防部队。同时新聯賽吸收了全国足球聯賽球队裕廊（更名自裕廊镇），聯賽扩大至九队参賽。而賽制上也发生了很大变化，第一个賽季的双系列賽制改成了单系列两回合的比賽。
1998賽季新聯賽扩军至十一队，甘柏聯和马林城堡聯加入了新聯賽，在賽季开始前中峇鲁聯更名为丹戎巴葛聯。这个賽季新加坡武装部队再次赢得聯賽冠军。
1999賽季新聯賽扩军至十二队，锡克教社区的代表金文泰卡沙加入新聯賽，十二队的规模维持了五个賽季。

### 已退出或解散球隊
新聯賽成立以来，有不少队伍因为各种原因加入和退出聯賽，退出原因涉及财政，政治，场内外争议。
事例：新麒在2005賽季因为财政原因退出聯賽之前，参加聯賽已经三年。非洲竞技参加了2006賽季，但俱乐部卷入了一系列退賽风波，2007賽季就再没被邀请参賽。辽宁广原参加了2007賽季，可俱乐部涉及一场賽制纠纷，2008賽季再未被邀请。2009年，一个賽季后，文莱DPMM顶替了大连实德四五（然而由于国际足聯因为干涉足协事务叫停了文莱达鲁萨拉姆足协，所以禁止了海外的参賽球队，DPMM未能完成2009賽季的比賽，禁令解除後才回歸）
- 警察足球队（Police Football Club，后改名内政聯，1996）
- 内政聯（Police Football Club，后改名獅城水手，1997–2019）
- 新加坡武裝體育協會（SAFSA，后改名新加坡武裝部隊，1975–2006）
- 新加坡武裝部隊（Singapore Armed Forces FC，后改名勇士，2006–2012）
- 勇士（Warriors FC，2013–2019）
- 马里士他中央（与金文泰卡沙队合并后改称马里士他卡沙，1996-2003）
- 金文泰卡沙（与马里士他中央队合并后改称马里士他卡沙，2000-2003）
- 海洋城堡（Marine Castle United，后改名盛港海洋，1998-2001）
- 盛港海洋（Sengkang Marine，后与巴耶利峇-榜鹅队合并后改称盛港榜鹅，2002–2003）
- 巴耶利峇-榜鹅（Paya Lebar Punggol，后与盛港海洋合并后改称盛港榜鹅，2005）
- 盛港榜鹅（Sengkang Punggol，后改名後港聯，2005–2010）
- 兀蘭威靈頓（Woodlands Wellington，2015年與'後港聯合併後解散，1996–2014）
- 三巴旺流浪（Sembawang Rangers FC，1996-2003）
- 裕廊FC（Jurong FC，1997-2003）
- 甘柏聯（Gombak United，1998–2002，2006–2012）

#### 海外球隊
- 新麒（Sinchi FC ，2003-2005）
- 韓國超紅（Super Reds，2007-2009）
- 非洲競技（Sporting Afrique FC，2006）
- 辽宁广原（Liaoning Guangyuan，2007）
- 大连实德四五（Dalian Shide Siwu，2008）
- 文萊DPMM（DPMM FC，2009-2020，2023年回归新加坡聯賽）
- 北京国安精英队（Beijing Guoan Talent Singapore FC，2010）
- 明星（法语：Étoile Football Club）（Étoile FC，2010-2011）
- 幼虎隊（Harimau Muda A，2012）
- 幼虎B隊（Harimau Muda B，2013-2015）

## 国外球队/幼狮队
新聯賽的其中一个特点，就是它的国外球队。在2003年，全体球员均为中国人的新麒队参加了新聯賽。而在2004年，日本足球聯賽队伍新潟队（Albirex Niigata）也加入了聯賽。2006年的賽季，主力军为非洲人的非洲竞技队（Sporting Afrique FC）也将亮相新聯賽。同时，以新加坡23岁以下球队为骨干的幼狮队在2004年的球季也开始参加比賽，让他们参賽的目的主要是要为2008年的奥运足球外围賽备战。
2007賽季有8支外国球队向新加坡足球总会申请加入新加坡聯賽，是历年来最多的一次。在研究了相关的实地考察报告并经过仔细商量后，新加坡足总最后决定接受辽宁广原和韩国超红的申请。辽宁广原是由中国足球超級聯賽球队辽宁足球俱乐部和中国地产公司上海广原所组成的一支球队，队员以辽宁青年队球员为主。韩国超红则是一支全新的球队，该队并非韩国职业聯賽的球队，而是由来自韩国各个地方的球员组成，球员大部分年龄在23岁以下。而非洲竞技队则因无法找到赞助商，决定暂时退出聯賽。
2010賽季中国的北京国安二队加入聯賽，还有法国的Etoile FC 。
相對的，根據亞足聯規定，外國球隊及自己的國家青年隊不具有參加國際賽事資格，因此新潟天鵝乙隊（日本）、文萊DPMM（汶萊）、幼獅隊（新加坡21歲以下足球隊在聯賽的隊伍），不具備代表新加坡參加亞足聯冠軍聯賽或亞洲足協盃的參賽資格。

## 歷屆冠軍
以下為歷屆賽事冠軍：
- 1996：芽籠聯
- 1997：新加坡武装部隊
- 1998：新加坡武装部隊
- 1999：內政聯
- 2000：新加坡武装部隊
- 2001：芽籠聯
- 2002：新加坡武装部隊
- 2003：內政聯
- 2004：淡濱尼流浪
- 2005：淡濱尼流浪
- 2006：新加坡武装部隊
- 2007：新加坡武装部隊
- 2008：新加坡武装部隊
- 2009：新加坡武装部隊
- 2010：伊圖瓦勒
- 2011：淡濱尼流浪
- 2012：淡濱尼流浪
- 2013：淡濱尼流浪
- 2014：勇士
- 2015：文萊DPMM
- 2016：新加坡新潟天鵝
- 2017：新加坡新潟天鵝
- 2018：新加坡新潟天鵝
- 2019：文萊DPMM
- 2020：新加坡新潟天鵝
- 2021：獅城水手
- 2022：新加坡新潟天鵝
- 2023：新加坡新潟天鵝
- 2024–25：獅城水手

## 外部連結
- 官方網站 （页面存档备份，存于）